# Fehérfülű kabócamajom
A fehérfülű kabócamajom (Callicebus donacophilus) az emlősök (Mammalia) osztályának a főemlősök (Primates) rendjéhez, ezen belül a sátánmajomfélék (Pitheciidae) családjához tartozó faj.
A kabócamajmok (Callicebus) donacophilus csoportjába tartozik, s ő a csoport névadója, 4 alfaja ismert.

## Elterjedése
Bolívia a fő élőhelye, s ezért bolíviai szürke titi majom-nak is hívják Amerikában. Brazíliában is fellelhető, de itt csak a legnyugatibb részeken. Peru határainál is találkoztak már a fajjal, de alapvetően nem itt őshonos.[forrás?]

## Megjelenése
Testmérete kisebb, mint családja más képviselőinek. A test 30-35 centiméter, a farok pedig 40 cm körül van. Teste zömök, végtagjai rövidek, ahogy ez a családra jellemző. Arca eltérően társaitól félig szőrös, s kerek. Szemei sötétbarnák. Füleit elfedi a szőr, s ez az erős bunda takarja az állatot is, ezért kissé felpuffadtnak tűnhet. Hátoldala szürkésbarna, barna. Hasi része fehértől barnáig változhat. Az arc barna, vagy szürke, körülötte általában fehér szőr fedezhető fel, a fülek a homlok feletti résszel együtt szürkék, vagy barnák. Farka hosszú, szőrös és fehértől szürkéig változhat. Végtagjai kevéssel fakóbbak az állat alapszínénél, kézfeje szürkésbarna, tenyere sötét.

## Életmódja
A part menti erdők sűrűjében élnek, pár családos kolóniákban. A hajnali órákban csoportos éneklésre gyűlnek össze a fákon, s jelzik a külső, esetleg ellenséges családoknak, hogy hol van területük határa. Kora délelőtt kezdenek szétszéledni, s élelem után kutatni. Elég lassan, s óvatosan mozognak, így nehezen vehetőek észre. Délutánra összegyűlnek az erdő belsejében, s énekelni kezdenek ismét, ezt a tevékenységüket amúgy a nap bármely részén tehetik, de ilyenkor a leghangosabb. Estére a folyópartokhoz merészkednek, s újabb felderítést végeznek. Az éjszakát a fákon töltik, a lombkoronaszint alatt.